# Lagocheirus funestus
Lagocheirus funestus är en skalbaggsart som beskrevs av Thomson 1865. Lagocheirus funestus ingår i släktet Lagocheirus och familjen långhorningar. Inga underarter finns listade i Catalogue of Life.

## Bildgalleri

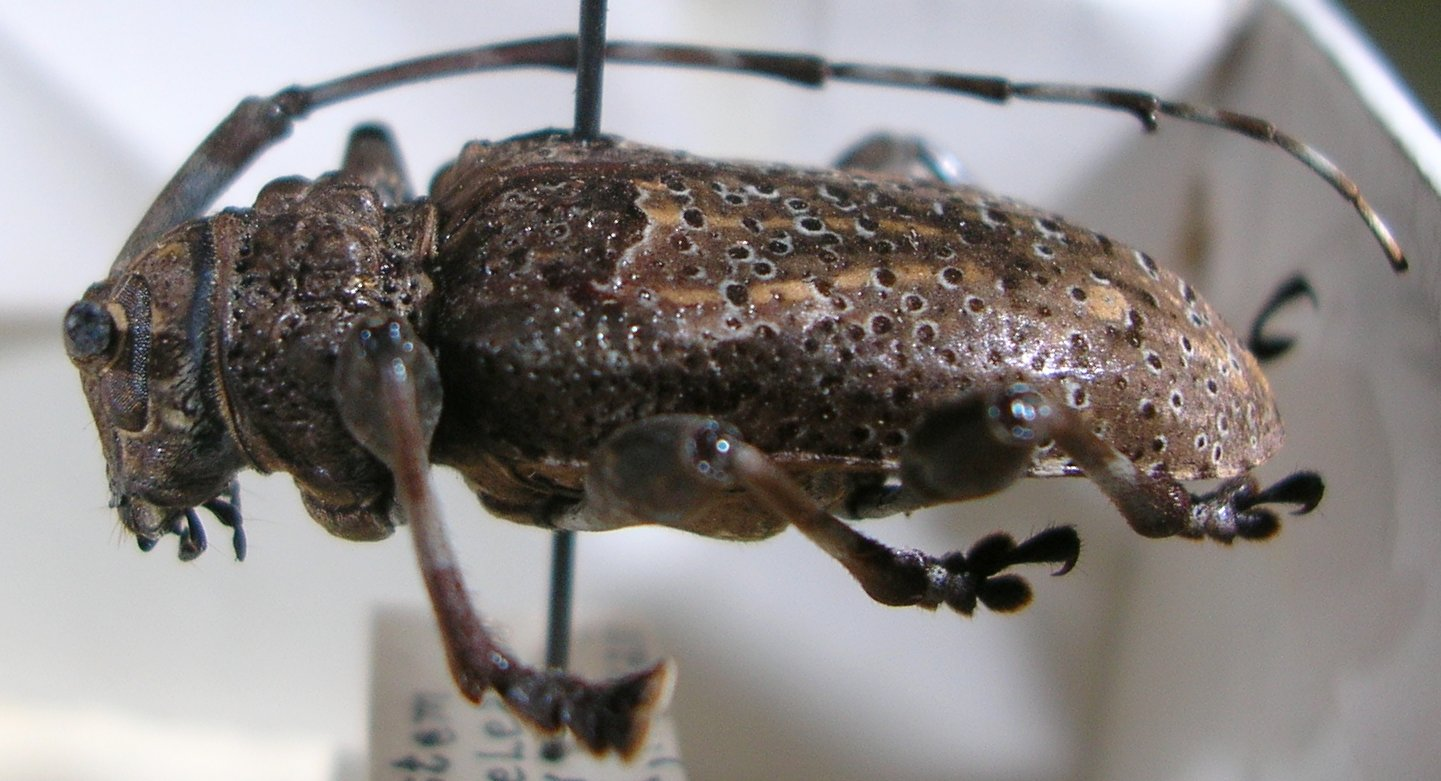